# Seyl Hābīl
Seyl Hābīl (persiska: سِيل هابی, سل هابیل, Seyl-e Hābīl, Sel Hābīl, سیل هابیل) är en ort i Iran.   Den ligger i provinsen Lorestan, i den västra delen av landet, 400 km sydväst om huvudstaden Teheran. Seyl Hābīl ligger 1 753 meter över havet och antalet invånare är 462.
Terrängen runt Seyl Hābīl är huvudsakligen kuperad, men österut är den platt. Runt Seyl Hābīl är det ganska tätbefolkat, med 72 invånare per kvadratkilometer. Närmaste större samhälle är Aleshtar, 14,6 km öster om Seyl Hābīl. Omgivningarna runt Seyl Hābīl är i huvudsak ett öppet busklandskap.